# Lookout Dome
Der Lookout Dome (englisch für Aussichtskuppel) ist ein vereister, kuppelförmiger und 2471 m hoher Berg in der antarktischen Ross Dependency. Er ragt nordwestlich der Aurora Heights sowie östlich des Kopfendes des Skua-Gletschers in der Miller Range des Transantarktischen Gebirges auf.
Wissenschaftler einer von 1961 bis 1962 durchgeführten Kampagne der New Zealand Geological Survey Antarctic Expedition (1955–1958) benannten ihn so, weil sich von seinem Gipfel eine hervorragende Aussicht auf den benachbarten Nimrod-Gletscher bietet.